# Erysiphe astragali
Erysiphe astragali är en svampart som beskrevs av DC. 1815. Erysiphe astragali ingår i släktet Erysiphe och familjen Erysiphaceae.   Inga underarter finns listade i Catalogue of Life.
I den svenska databasen Dyntaxa används istället namnet Microsphaera astragali för samma taxon.  Arten är reproducerande i Sverige.